# María Victoria Zingoni
María Victoria Zingoni Domínguez (Buenos Aires, 1974) es una ejecutiva argentina que actualmente es Consejera Delegada del segmento Power de GE Vernova, que incluye los negocios de gas, nuclear, hidroeléctrica y Steam. Zingoni forma parte del comité ejecutivo de la compañía. Asimismo, forma parte de los consejos de administración de la Universidad Austral (Argentina) y del grupo Vinci. 

## Biografía
Formada en Contaduría Pública Nacional en la Universidad Nacional del Comahue (Neuquén). Graduada en Executive MBA por el IAE Universidad Austral de Buenos Aires y en Advanced Management Program por la Universidad de Chicago Booth School of Business.

### Trayectoria profesional
Se incorporó a General Electric en octubre de 2022, tras el anuncio de la compañía de su intención de dividir sus negocios en tres empresas independientes, cotizadas en bolsa: GE Vernova, GE Healthcare y GE Aerospace. Actualmente es Consejera Delegada del segmento Power de GE Vernova.
Anteriormente, Zingoni trabajó en Repsol, compañía a la que se sumó en 1999. En 2008 fue nombrada directora de relaciones con inversores. Como directora corporativa financiera, entre 2013 y 2015 fue responsable del control financiero de la compañía. En 2015 fue elegida para coordinar la integración de la compañía canadiense Talismán. En esa fecha se incorporó al consejo directivo como nueva directora de Downstream. También fue presidenta de Petrocat, presidenta de Repsol comercial de productos petroleros y consejera de Petronor. Fue directora general de cliente y generación baja en carbono. En 2019 fue elegida para presidir Repsol gas y electricidad. Ha sido vicepresidenta del Club Español de la Energía.

## Premios y reconocimientos
- Reconocida entre las Top 100 de 2019.[1]
- Reconocimiento en "Las fuerzas económicas de la mujer" en 2019.[9]
- Ha recibido diversos reconocimientos internacionales por su trayectoria ejecutiva y liderazgo en el sector energético